# Rising Production
Rising Production (RISINGPRO Holdings Co., Ltd.; до 2014 г. наз. VISION FACTORY Co., Ltd.) — японское агентство по поиску талантов (компания, занимающееся поиском, воспитанием и продвижением артистов).

## История
Компания была основана в 1985 году под именем Rising Productions.

## Выборочный список артистов

### Музыкальные исполнители

#### Группы
- D&D
- DA PUMP
- EARTH
- Fairies
- FLAME
- Folder5
- Hinoi Team
- Lead
- MAX
- SPEED
- Vanilla Mood
- w-inds.

#### Певцы
- Намиэ Амуро
- Асука Хинои
- OLIVIA
- Yoko Oginome
- Дайити Миура
- Алиса Мидзуки
- Хироко Симабукуро
- Кэйта Татибана
- Нана Танимура
- Такако Уэхара